# Palača Quitandinha
Palača Quitandinha je nekdanji zgodovinski luksuzni letoviški hotel v Petrópolisu v državi Rio de Janeiro v Braziliji. Leta 1947 je bila Palácio Quitandinha kraj podpisa pogodbe iz Ria, ki se je je udeležil ameriški predsednik Harry Truman.

## Zgodovina
Palacio Quitandinha, ki jo je zasnoval italijanski arhitekt Luis Fossatti in med letoma 1941 in 1946 zgradil brazilski podjetnik Joaquim Rolla, je eden najimpresivnejših arhitekturnih spomenikov v Petrópolisu. Zunanjost je v normansko-francoskem slogu, medtem ko je notranjost mešanica brazilskega baroka in art décoja. Površina hotela je 50 tisoč kvadratnih metrov. Ima šest nadstropij, z 10 metrov visokim pritličjem. Ima 440 sob in 13 apartmajev z dekorjem Dorothy Draper.
Hotel je bil dolga leta verjetno drugi najbolj znan hotel v državi, takoj za hotelom Copacabana Palace v Riu de Janeiru, ki je od Petrópolisa oddaljen le približno 65 km. Slikovito umetno jezero pred hotelom, ki spominja na obliko Brazilije, je bilo zgrajeno za vir vode v primeru požara.
Ko je bil odprt kot Cassino Hotel Quitandinha, je bil Palácio Quitandinha največji hotelski kazino v Latinski Ameriki. Igre na srečo so bile v Braziliji dovoljene od leta 1930, vendar so bile 30. maja 1946 prepovedane z odlokom zvezne vlade pod predsednikom Euricom Gasparjem Dutro. Razsodba je v Braziliji prepovedala vse vrste iger na srečo od igralnic do iger na srečo.] Zaradi tega so igralnico zaprli že po dveh letih.
Med pomembnimi gosti, ki so bivali v hotelu, so bili Errol Flynn, Orson Welles, Lana Turner, Henry Fonda, Maurice Chevalier, Greta Garbo, Carmen Miranda, Walt Disney, Bing Crosby, politiki, kot sta Eva Perón in brazilski predsednik Getúlio Vargas ter kralj Karel II. Romunski.
Hotel so leta 1962 zaprli, njegove sobe pa so leta 1963 prodali kot zasebne rezidence. Zaradi mogočne fasade in slikovite okolice je hotel sam po sebi pomembna turistična atrakcija. Ogromne javne površine stavbe je leta 2007 obnovil SESC, brazilska trgovinska organizacija, ki jih je prevzela.